# Vitali Shwarzman
Vitali Shwarzman (* 5. Juli 1992) ist ein  israelischer Eishockeyspieler, der seit 2008 bei Monfort Ma’alot in der israelischen Eishockeyliga unter Vertrag steht.

## Karriere
Vitali Shwarzman begann seine Karriere als Eishockeyspieler beim HC Metulla, für den er bereits als 15-Jähriger in der israelischen Eishockeyliga spielte. 2008 wechselte er zu Monfort Ma’alot, für das er seither spielt. 2010 gewann er mit seinem Klub die israelische Meisterschaft.

### International
Im Juniorenbereich stand Shwartman bei den U18-Weltmeisterschaften 2008 in der Division II und 2010, als er zum besten Spieler seiner Mannschaft gewählt wurde, in der Division III auf dem Eis. Mit der Herren-Nationalmannschaft nahm er an den Weltmeisterschaften der Division II 2010, 2012 und 2016 sowie der Division III 2011 teil.

## Erfolge und Auszeichnungen
- 2011 Aufstieg in die Division II, Gruppe B, bei der Weltmeisterschaft der Division III